# Zelandotipula retrorsa
Zelandotipula retrorsa är en tvåvingeart som beskrevs av Alexander 1969. Zelandotipula retrorsa ingår i släktet Zelandotipula och familjen storharkrankar.
Artens utbredningsområde är Colombia. Inga underarter finns listade i Catalogue of Life.